# Ґатка (Битівський повіт)
Ґатка (пол. Gatka, нім. Gadgen) — село в Польщі, у гміні Мястко Битівського повіту Поморського воєводства.
Населення — 135 осіб (2011).
У 1975-1998 роках село належало до Слупського воєводства.

## Демографія
Демографічна структура станом на 31 березня 2011 року:
|          | Загалом | Допрацездатний вік | Працездатний вік | Постпрацездатний вік |
| -------- | ------- | ------------------ | ---------------- | -------------------- |
| Чоловіки | 75      | 25                 | 47               | 3                    |
| Жінки    | 60      | 22                 | 31               | 7                    |
| Разом    | 135     | 47                 | 78               | 10                   |